# Meunasah Hagu (Baktiya Barat)
Meunasah Hagu is een bestuurslaag in het regentschap Aceh Utara van de provincie Atjeh, Indonesië. Meunasah Hagu telt 638 inwoners (volkstelling 2010).